# Alumine Vaika
Alumine Vaika  je mali nenaseljeni estonski otok u Baltičkom moru dio Nacionlnog parka Vilsandi. Nalazi se zapadno od najvećeg estonskog otoka Saaremaa, a administrativno pripada okrugu Saare. 